# Flames of Desire

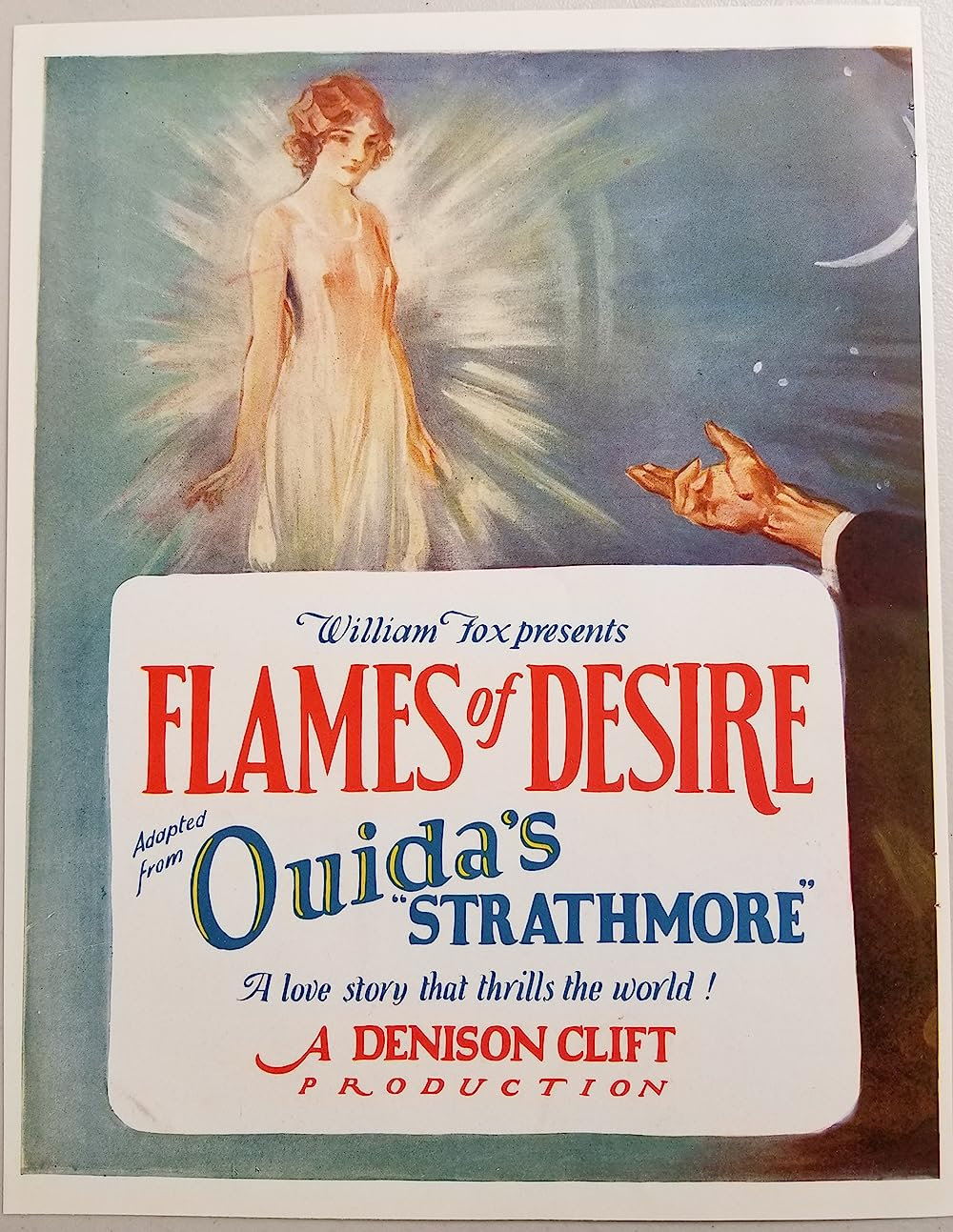
Poster pour le film "Flames of Desire" (1924).

Flames of Desire est un film muet américain réalisé par Denison Clift et sorti en 1924.

## Fiche technique
- Réalisation : Denison Clift
- Scénario : Reginald Fogwell (en), Denison Clift, d'après une histoire d'Ouida
- Chef-opérateur : Ernest Palmer
- Production : William Fox
- Date de sortie :
  - États-Unis : 30 novembre 1924

## Distribution
- Wyndham Standing : Daniel Strathmore
- Diana Miller : Marion Vavasour
- Richard Thorpe : Dick Langton
- Frank Leigh : Ferand Vavasour
- George K. Arthur : Lionel Caryll
- Jackie Saunders (en) : Viola Lee
- Frances Beaumont : Lucille Errol
- Hayford Hobbs (en) : le secrétaire
- Charles Clary : Clive Errol
- Eugenia Gilbert : Mrs Courtney Ruhl
- Elmo Billings
- Dorothy Seay